# Gevechtsstrategieën volgens Maynard Smith
De gevechtsstrategieën volgens Maynard Smith zijn een uitbreiding van de speltheorie.

## Inleiding
John Maynard Smith was een evolutionair bioloog die zijn wetenschappelijke carrière begon als vliegtuigbouwkundig ingenieur. Hij ontwikkelde een theorie omtrent de rol en invloed van schijngevechten op de evolutie. Uit de drie mogelijke basispatronen ontwikkelde hij vijf aannemelijke gevechtsstrategieën.

## Drie basispatronen
Een dier staan de volgende drie basispatronen voor vechtgedrag ter beschikking:
1. Schijnvechten (grommen, dreigen). Wanneer een dier schijnvecht zal het winnen wanneer de tegenstander zich terugtrekt, is de kans 50% op een overwinning als de tegenstander ook schijnvecht, en verliest het wanneer de tegenstander gevaarlijk vecht.
2. Werkelijk of gevaarlijk vechten ("full-contact"). Gevaarlijk vechten wint het van schijnvechters en terugtrekkers, en wanneer de tegenstander eveneens gevaarlijk vecht is de overwinningskans 50%. In dat geval is er echter wel een kost aan vechten verbonden, namelijk het risico op ernstige verwondingen.
3. Terugtrekken (het gevecht ontwijken). Terugtrekken betekent altijd verlies maar geen risico.

Deze patronen kunnen op twee verschillende momenten optreden: bij de aanvang, en bij het vervolg van een confrontatie.

## Vijf strategieën
Uit de drie basispatronen volgen de vijf strategieën, die Maynard Smith symboliseerde aan de hand van voorbeelden uit de dierenwereld, en als volgt karakteriseerde:
1. Stier – begint met werkelijk vechten, maar hij trekt zich terug als de tegenstander dat ook doet;
2. Duif – begint met schijnvechten, maar trekt zich terug als de tegenstander werkelijk gaat vechten;
3. Havik – begint met werkelijk vechten, en hij vecht ongeacht wat de tegenstander doet zonder pardon door;
4. Wreker – begint net als de Duif met schijnvechten, maar gaat werkelijk vechten als de tegenstander dat ook doet;
5. Probeerder – begint met schijnvechten, maar gaat gevaarlijk vechten als de tegenstander schijnvecht.

### De scores
Om de diverse mogelijkheden van onderlinge confrontaties te kunnen evalueren, voerde Smith als volgt een puntentelling in:
- +2 : overwinning staat voor 100% vast
- +1 : overwinning staat voor 50% vast
- 0 : verliezer zonder gewond te zijn
- −10 : risico op ernstige verwondingen

| Onderstaande strategie tegen → | Stier | Duif | Havik | Wreker | Probeerder | Totaalscore |
| ------------------------------ | ----- | ---- | ----- | ------ | ---------- | ----------- |
| Stier                          | +1    | +2   | 0     | 0      | +2         | +5          |
| Duif                           | 0     | +1   | 0     | +1     | 0          | +2          |
| Havik                          | +2    | +2   | −10   | −10    | +2         | −14         |
| Wreker                         | +2    | +1   | −10   | +1     | −10        | −16         |
| Probeerder                     | 0     | +2   | 0     | −10    | −10        | −18         |